# 菲利普·法拉尔多

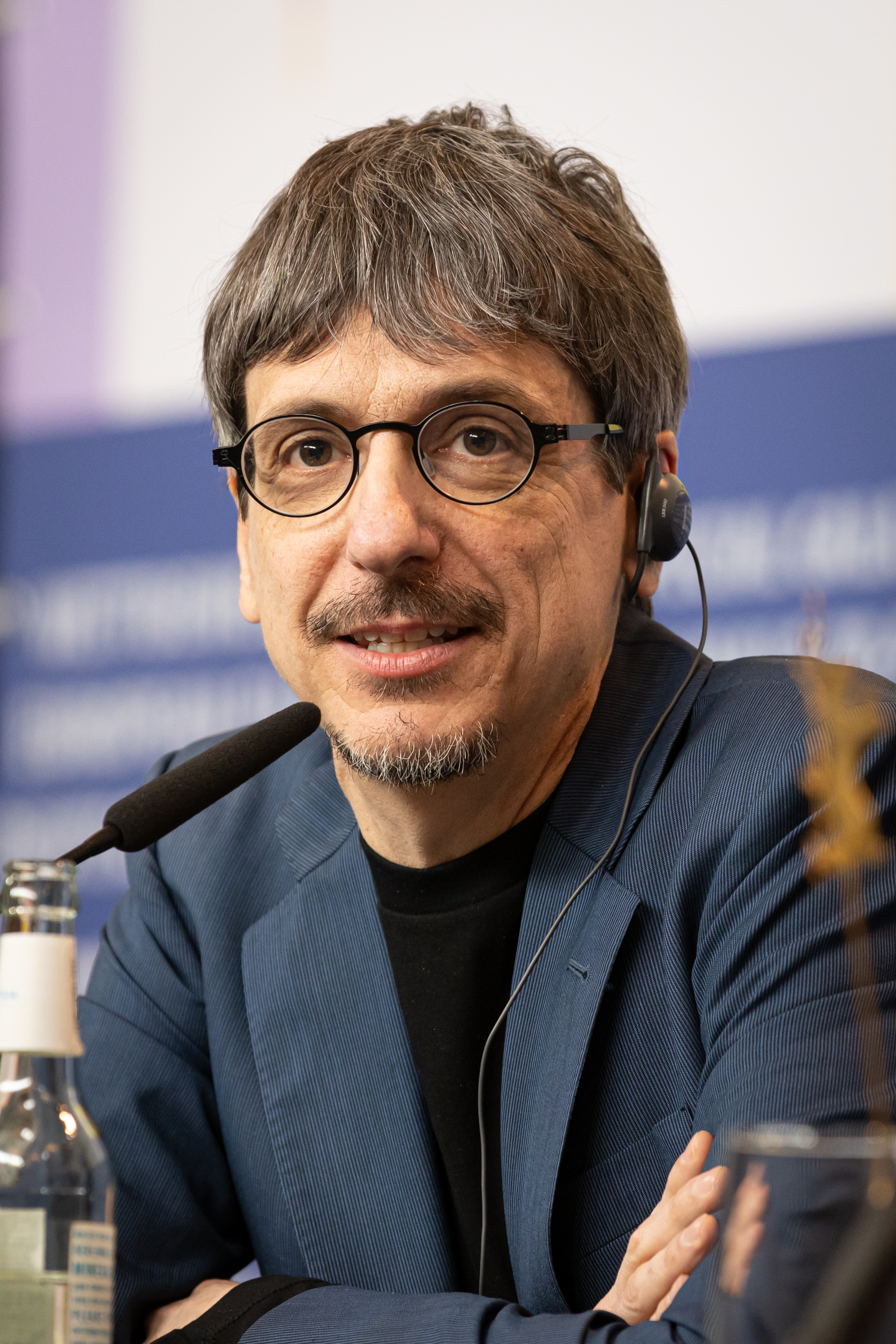
出席第70届柏林国际电影节，2020年2月20日

菲利普·法拉尔多 (法語：Philippe Falardeau，法語發音：[filip falaʁdo]；1968年生于加拿大魁北克 Hull)是一名加拿大电影导演和编剧。

## 简历
他导演的首部电影《La Moitié gauche du frigo》 (2000) 赢得了多伦多国际电影节的“最佳处女作加拿大电影”和Jutra Awards最佳编剧提名，2001年该片又赢得加拿大电影吉尼奖Claude Jutra Award。
《Congorama》 赢得第27届基尼奖最佳原创剧本奖。2011年作品《拉扎老师》获得吉尼奖最佳電影、導演、男主角、女配角、改編劇本和剪接奖，以及第84屆奧斯卡金像獎最佳外語片提名。

## 电影作品
- La Moitié gauche du frigo (2000)
- 刚果风情画/Congorama (2006)
- 不是我，我发誓！/C'est pas moi, je le jure! (2008)
- 拉扎老师/Monsieur Lazhar (2011)